# فریزر فایوی
فریزر فایوی (انگلیسی: Fraser Fyvie؛ زادهٔ ۲۷ مارس ۱۹۹۳) بازیکن فوتبال اهل اسکاتلند است.
از باشگاه‌هایی که در آن بازی کرده‌است می‌توان به باشگاه فوتبال ویگان اتلتیک، باشگاه فوتبال یئوویل تاون، باشگاه فوتبال آبردین، باشگاه فوتبال شروزبری تاون، و باشگاه فوتبال هیبرنین اشاره کرد.
وی همچنین در تیم‌های ملی فوتبال Scotland national under-16 football team, Scotland national under-17 football team، زیر ۱۹ سال اسکاتلند، و زیر ۲۱ سال اسکاتلند بازی کرده‌است.